# Джейсон Чуліна
Джейсон Чуліна (англ. Jason Culina, хорв. Jason Čulina, 5 серпня 1980, Мельбурн) — австралійський футболіст, півзахисник «Ньюкасл Джетс» та збірної Австралії.

## Біографія

### Клуб
Виступав за команди Сіднея, поки в 20 років не вирішив спробувати влаштуватися в Європі. Однак у «Аяксі» Чуліна далі резервного складу не пробився, відігравши в оренді за «Жерміналь Беєрсхот» і «Де Графсхап». Прорив стався лише після того, як Джейсон в 2004 році став гравцем «Твенте». Успішно відігравши сезон, він отримав запрошення від ПСВ, з яким вдало виступав у Лізі чемпіонів та здобув ряд національних трофеїв. У 2009 році вирішив повернутися на батьківщину, і влаштувався в клубі «Голд-Кост Юнайтед». 22 лютого 2011 року перейшов у «Ньюкасл Джетс», який тренує його батько — Бранко Чуліна.

### Збірна

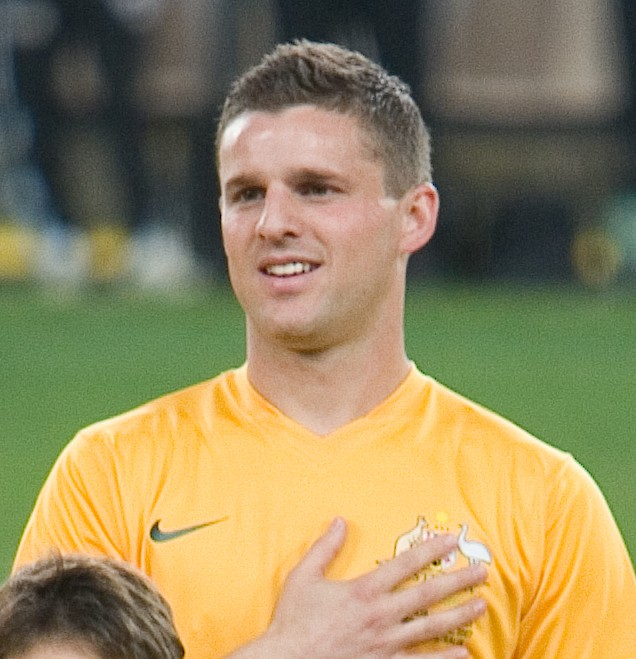
Джейсон Чуліна у збірній Австралії

Дебютував у національній збірній Австралії в 2005 році, кілька був капітаном команди. Є одним з ключових гравців збірної. На ЧС-2006 та ЧС-2010 зіграв у всіх матчах. 

#### Голи за збірну
| Гол | Дата           | Місце             | Суперник           | Рахунок | Результат | Турнір               |
| --- | -------------- | ----------------- | ------------------ | ------- | --------- | -------------------- |
| 1.  | 3 вересня 2005 | Сідней, Австралія | Соломонові Острови | 7–0     | Перемога  | Кваліфікація ЧС-2006 |

## Досягнення
- Чемпіон Нідерландів (4): 2003–04, 2005–06, 2006–07, 2007–08
- Володар Кубка Нідерландів (1): 2001–02
- Володар Суперкубка Нідерландів (2): 2002, 2008
- Срібний призер Кубка Азії: 2011